# Модестов, Юлий Аронович
Юлий Аронович Модестов (настоящая фамилия — Блувштейн; 1874 (1870), Бердичев — 18 января 1921, Екатеринбург) — артист оперы (драматический баритон). Отец А. Модестова.

## Биография
Получил юридическое образование в Киевском университете. В 1899—1903 годах работал помощником присяжного.
В начале 1900 годов обучался пению у И. Тартакова и К. Эверарди. С 1903 года солист оперных театров — частной оперы С. Зимина (1904—1905), Житомира (1906—1908), Ростова-на-Дону (1907), Тифлиса (1907, 1910), Народного дома Императора Николая II (Петроград) (1908, 1912—1913), Самары (1909—1910), Вильно (1910), Харькова (1911—1912), Киевской оперы (1913—1915), оперного театра в Екатеринбурге (1915, 1919—1921).
Один из первых исполнителей, записывающихся на грампластинки. Записал 94 произведения: в Москве («Лирофон», 1905; «Пате», 1911), Тифлисе («Граммофон», 1905; «Сирена», 1910), Вильно («Зонофон», 1910—13), Киеве («Экстрафон», 1914).
Скончался в Екатеринбурге 18 января 1921 года от приступа астмы.